# David Anthony Kennedy
David Anthony Kennedy (Washington, 15 juin 1955 - Palm Beach, 25 avril 1984) est le fils de Robert F. Kennedy et d'Ethel Skakel. Profondément marqué par l'assassinat de son père, en 1968, il plonge dans la drogue et succombe à une overdose.

## Biographie
David est le quatrième des onze enfants de Robert F. Kennedy et d'Ethel Skakel. Sa vie est marquée par les morts violentes de ses proches : l'année de sa naissance, ses grands-parents maternels décèdent dans un accident d'avion (1955). Il a huit ans quand son oncle le président des États-Unis John Fitzgerald Kennedy est assassiné. David est un enfant timide et sensible, il est également le plus proche et le préféré de son père.
Le 4 juin 1968, 11 jours avant son treizième anniversaire, David échappe de peu à la noyade, sauvé par son père, qui plonge dans l'eau pour le récupérer. Il assiste le lendemain à l'assassinat de son père en direct à la télévision, le soir du 5 juin 1968. David ne s'en remettra jamais et commencera à consommer de la drogue, peu de temps après.
En 1973, il est victime d'un grave accident de voiture, la jeep conduite par son frère aîné, Joseph Patrick Kennedy II, se renverse, laissant paralysée la petite amie de ce dernier. David a une fracture d'une vertèbre et s'adonne aux analgésiques, puis à l'héroïne.

### Projets et relations amicales
David ambitionnait de devenir journaliste. Au sein de la grande famille Kennedy, il était très proche de son cousin Christopher Kennedy Lawford (en) et a eu une idylle avec l'actrice Rachel Ward, rencontrée en 1979.

### Mort
David connaît les maladies liées à son addiction à la drogue, dont une endocardite bactérienne, des surdoses en 1976 et 1978.
Malgré plusieurs tentatives de désintoxication, David succombe finalement le 25 avril 1984, à Palm Beach, à une surdose de cocaïne.
Il est inhumé dans le cimetière familial Holyhood, à Brookline, Massachusetts